# 永吉たける
永吉 たける（ながよし たける、1978年10月21日 - ）は、日本の元漫画家。福岡県出身。男性。
苗字の「吉」は正確には「𠮷」（上の「士」が「土」）。
現在はペットショップを退職後、
ゲームセンターに勤めている。

## 人物
- 福岡県北九州市小倉南区出身。私立常磐高等学校では美術部に在籍する。
- 代表作は連載デビュー作である『スミレ17歳!!』、およびそのリニューアル作の『スミレ16歳!!』。
- 『スミレ』連載直前、『マガジンSPECIAL』に出戻った後の計2回ほどの様子をTBSのドキュメント番組『バース・デイ』に取材されている[5]。
- 2007年公開のアニメーション映画『レミーのおいしいレストラン』では日本語吹き替えで出演している[6]。
- 2019年末をもって漫画家から引退した[注 1]。

## 作品リスト
- スミレ17歳!!(全2巻) 講談社『マガジンSPECIAL』、『週刊少年マガジン』連載。少年マガジンコミックス。
- スミレ16歳!!(全5巻) 講談社『週刊少年マガジン』、『マガジンSPECIAL』連載。少年マガジンコミックス。
- いますぐクリック!(全4巻、未収録分はマンガ図書館Zにて電子書籍化) 講談社『月刊少年ライバル』連載。ライバルコミックス。
- ロボ犬ハチの家(全2巻、未収録分はマンガ図書館Zにて電子書籍化) 講談社『月刊少年ライバル』連載。ライバルコミックス。
- 電車のお姫様。(未単行本化、マンガ図書館Zにて電子書籍化) 芳文社『まんがタイムオリジナル』連載。
- 地獄おことわり。 (未単行本化、マンガ図書館Zにて電子書籍化) 講談社『新雑誌研究所』連載。
- 探偵ネコアシ
- 探偵ネコアシ 消えた金魚
- おざなりスミレ。 - 作者Twitterアカウントにて日めくりで描いた2作品をマンガ図書館Zにて合本化。
- ロボ犬ハチ。 - 作者Twitterアカウントにて日めくりで描いたものをマンガ図書館Zにて合本化。
- 怨霊採集 新潮社『月刊コミックバンチ』2019年11月号掲載。